# Mīrābī
Mīrābī (persiska: ميرابی) är en ort i Iran.   Den ligger i provinsen Hormozgan, i den sydöstra delen av landet, 1 000 km sydost om huvudstaden Teheran. Mīrābī ligger 507 meter över havet och antalet invånare är 111.
Terrängen runt Mīrābī är platt åt nordväst, men åt sydost är den kuperad. Runt Mīrābī är det ganska glesbefolkat, med 40 invånare per kvadratkilometer. Närmaste större samhälle är Chīromābād, 4,5 km nordost om Mīrābī. Trakten runt Mīrābī är ofruktbar med lite eller ingen växtlighet.